# Volkswagen Brazilië

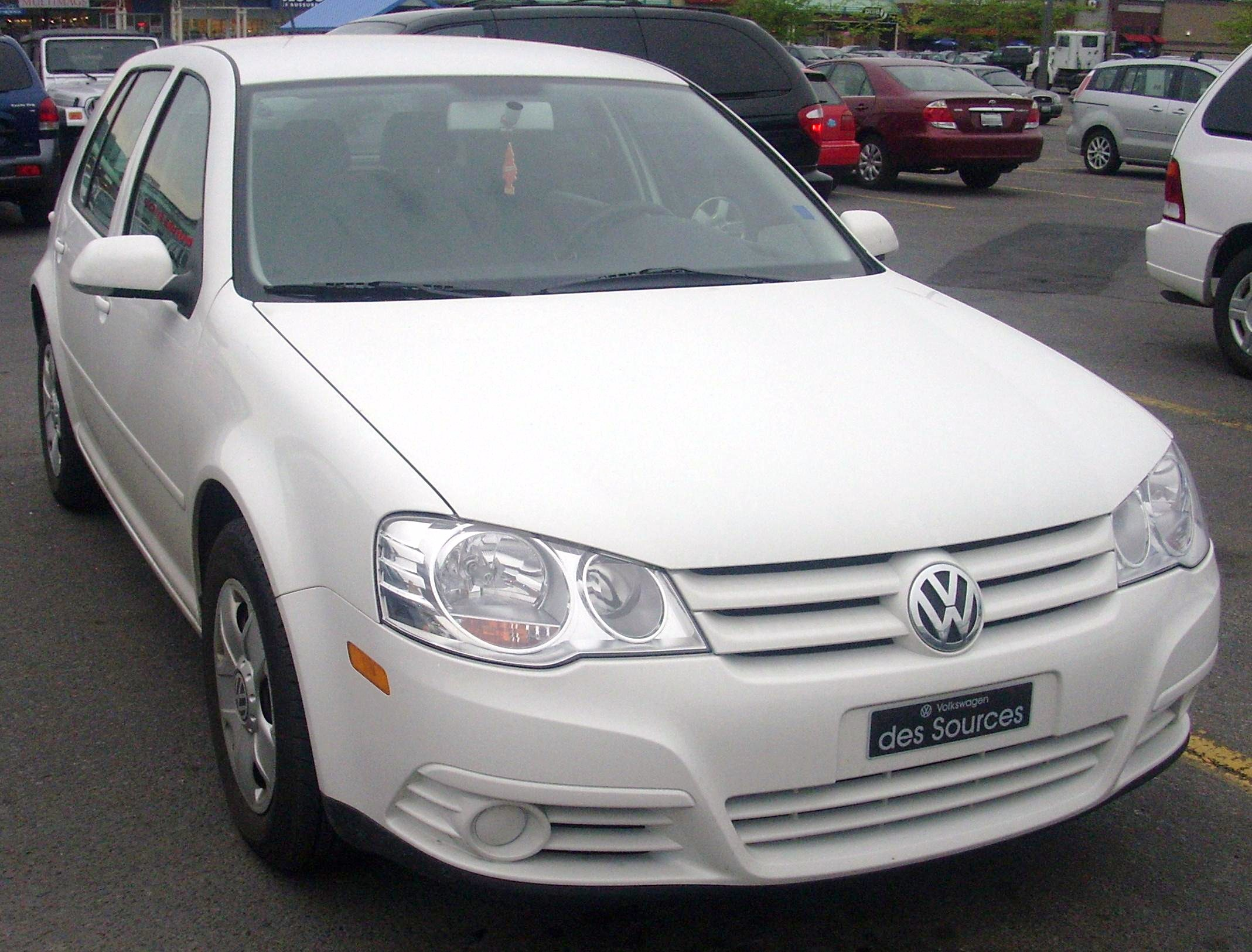
Vierde generatie Golf (model City Golf) bestemd voor de Canadese markt

Volkswagen Brazilië is een Braziliaanse autobouwer die werd opgericht in 1953. Het is een dochteronderneming van de autofabrikant Volkswagen AG. Brazilië is na China de grootste afzetmarkt buiten Europa voor Volkswagen. De oorsprong ervan gaat terug op 1950 toen Heinrich Nordhoff, toenmalige president van Volkswagen in Duitsland, het idee had om uit te breiden naar nieuwe markten.
Tijdens haar bestaan heeft Volkswagen Brazilië eigen modellen en varianten ontwikkeld die geschikt zijn voor verschillende markten in Latijns-Amerika en Afrika, ter vervanging of aanvulling voor modellen die bestemd zijn voor de Europese markt.
Volkswagen Brazilië neemt op wereldniveau een strategische plaats in binnen de Volkswagen organisatie omdat het verantwoordelijk is voor de productie van de Volkswagen Fox voor alle markten in de wereld waar dit model aanwezig is. Ook produceert het bedrijf voor Canada en voor een aantal markten in Centraal- en Zuid-Amerika de vierde generatie Golf.
Het bedrijf heeft vijf fabrieken in Brazilië. Deze staan in São Bernardo do Campo, São Carlos, Taubaté, São José dos Pinhais en Resende (Volkswagen Trucks and Buses).